# Kéthely
Kéthely is een plaats (község) en gemeente in het Hongaarse comitaat Somogy. Kéthely telt 2413 inwoners (2001).